# 청상계
"청상계" 또는 "이조여인 숙명사 청상계"(李朝女人 宿命史 靑孀契)는 한국에서 제작된 윤석봉 감독의 1990년 드라마 영화이며 제44회 로카르노 국제 영화제 출품작이다. 방희 등이 주연으로 출연하였고 윤석봉 등이 제작에 참여하였다. 

## 출연

### 주연
- 방희
- 곽은경
- 나유경

### 조연
- 임주현
- 이인옥
- 국정환
- 한태일
- 장정국
- 한길수
- 윤일주

## 기타
- 원작자: 김진혁
- 조명: 김기수

## 수상 내역
- 1991 15회 황금촬영상 시상식(촬영상-신인상)